# Tampa Bay Lightning

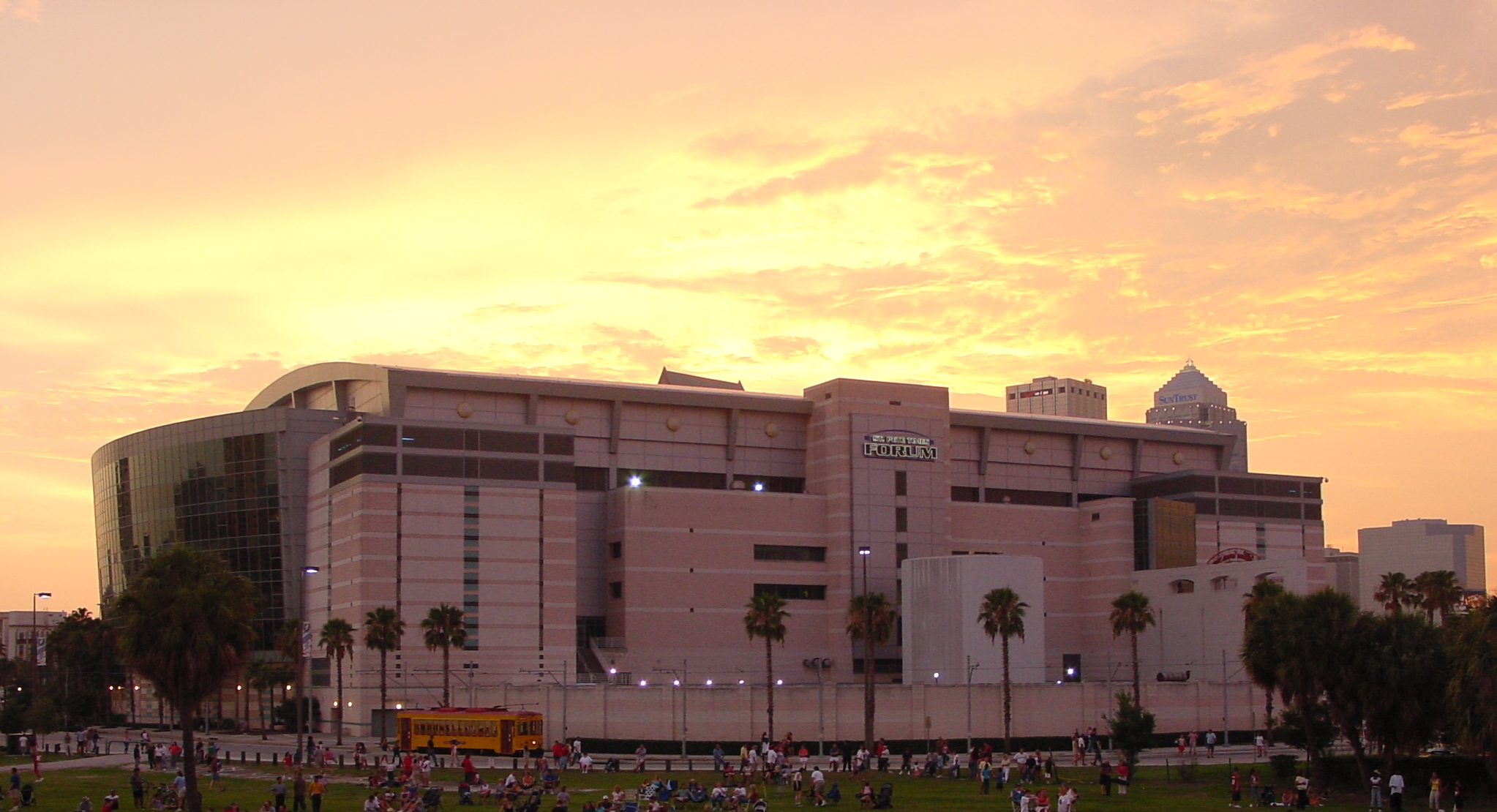
Amalie Arena

Tampa Bay Lightning is een ijshockeyclub die uitkomt in de National Hockey League en speelt in de Amalie Arena in Tampa, Florida. De franchise is actief sinds 1992 en heeft de Stanley Cup gewonnen in 2003/04 en in de seizoenen 2019-2020 en 2020-2021.

## Geschiedenis
Tampa, Florida kreeg toestemming van de National Hockey League om een nieuw team te starten, te beginnen in het seizoen 1992/93, samen met de Ottawa Senators. Phil Esposito werd samen met zijn broer de eigenaar van de nieuwe Tampa Bay Lightning en die financiën kwamen van een groep Japanse investeerders, die nagenoeg niets van ijshockey af wisten. Het volgende seizoen werd Tampa al omgeruild voor buurstad Saint Petersburg - aangezien beide steden aan de Tampabaai liggen, bleef de naam behouden. De eerste drie seizoenen waren misschien wel teleurstellend, ze waren in ieder geval beter dan de eerste drie jaren van de Senators. Het seizoen daarna werden de Stanley Cup play-offs bereikt en werd een toeschouwersrecord gevestigd met meer dan 28 000 mensen, die overigens niet konden voorkomen dat ze in de eerste ronde werden uitgeschakeld. Sindsdien ging het, voornamelijk financieel, bergaf en de club werd zelfs beschuldigd van witwaspraktijken van de Japanse yakuza. Toen de Amerikaanse fiscale dienst het team ging onderzoeken, bleek het gros van de eigenaars niet eens te bestaan, de meeste mensen binnen de organisatie wisten zelfs niet wie hun loonstrookjes ondertekenden. In 1998 werd het team dan eindelijk verkocht aan een typische man uit de zuidelijke Verenigde Staten - ook hij wist niet veel van ijshockey. Voor een wedstrijd tegen de New York Rangers wilde hij het team oppeppen, terwijl hij voornamelijk American football termen gebruikten in een sterk zuidelijk accent. De wedstrijd ging met 10-2 verloren en was het begin van tien achtereenvolgende verliespartijen.
In 1999 kwam Tampa Bay Lighting dan eindelijk in de handen van een ijshockeykenner, een eigenaar van een amateurteam en basketbalteam de Detroit Pistons. De broertjes Esposito waren al ontslagen en Vincent Lecavalier, Brad Richards, Martin St. Louis en Nikolai Khabibulin werden gehaald, hoewel het pas tot het seizoen 2002/03 totdat de play-offs werden bereikt, waar ze werden uitgeschakeld in de tweede ronde. Het jaar daarna viel alles wel op zijn plaats: Tampa Bay eindigde de reguliere competitie als tweede en stoomde door in de play-offs, waarna ze de Stanley Cup wonnen door in de finale de Calgary Flames met 4-3 te verslaan. Aangezien het jaar daarna verloren ging aan de staking, was Tampa Bay Lighting twee jaar Stanley Cuphouder.

## Prijzen

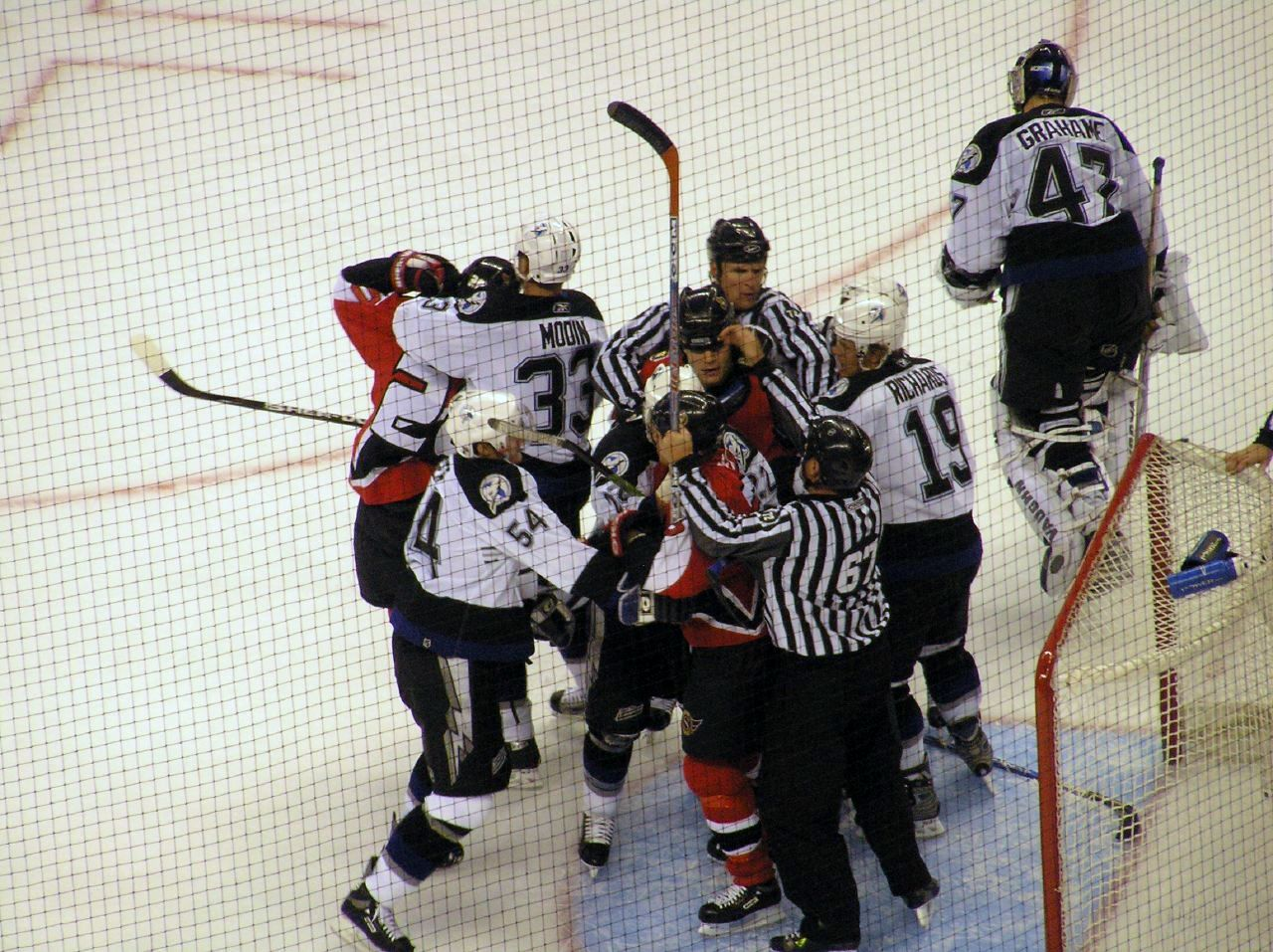
Een opstootje tussen spelers van de Lightning en de Senators

- Stanley Cup - 2003-2004, 2019-2020, 2020-2021
- Prince of Wales Trophy - 2003-2004, 2014-2015

## Play-off optreden
- 2020-2021 - Winnaar (Montreal Canadiens)
- 2019-2020 - Winnaar (Dallas Stars)
- 2018-2019 - Eerste ronde (Columbus Blue Jackets)
- 2017-2018 - Conference Final (Washington Capitals)
- 2016-2017 - Play-offs niet gehaald
- 2015-2016 - Conference Final (Pittsburgh Penguins)
- 2014-2015 - Stanley Cup Finale (Chicago Blackhawks)
- 2013-2014 - eerste ronde (Montreal Canadiens)
- 2012-2013 - Play-offs niet gehaald
- 2011-2012 - Play-offs niet gehaald
- 2010-2011 - Conference Final (Boston Bruins)
- 2009-2010 - Play-offs niet gehaald
- 2008-2009 - Play-offs niet gehaald
- 2007-2008 - Play-offs niet gehaald
- 2006-2007 - eerste ronde (New Jersey Devils)
- 2005-2006 - eerste ronde (Ottawa Senators)
- 2004-2005 - Seizoen niet gehouden
- 2003-2004 - Winnaar (Calgary Flames)
- 2002-2003 - tweede ronde (New Jersey Devils)
- 2001-2002 - Play-offs niet gehaald
- 2000-2001 - Play-offs niet gehaald
- 1999-2000 - Play-offs niet gehaald
- 1998-1999 - Play-offs niet gehaald
- 1997-1998 - Play-offs niet gehaald
- 1996-1997 - Play-offs niet gehaald
- 1995-1996 - tweede ronde (Philadelphia Flyers)
- 1994-1995 - Play-offs niet gehaald
- 1993-1994 - Play-offs niet gehaald
- 1992-1993 - Play-offs niet gehaald

## Spelers

### Huidige selectie
Bijgewerkt tot 7 mei 2023 
| #  | Naam                     | Nationaliteit    | Pos. |
| -- | ------------------------ | ---------------- | ---- |
| 41 | Pierre-Edouard Bellemare | Frankrijk        | LW   |
| 71 | Anthony Cirelli          | Canada           | C    |
| 79 | Ross Colton              | Verenigde Staten | C    |
| 23 | Mikey Eyssimont          | Verenigde Staten | LW   |
| 38 | Brandon Hagel            | Canada           | LW   |
| 84 | Tanner Jeannot           | Canada           | LW   |
| 17 | Alex Killorn             | Canada           | LW   |
| 86 | Nikita Kucherov          | Rusland          | RW   |
| 14 | Pat Maroon               | Verenigde Staten | LW   |
| 20 | Nick Paul                | Canada           | LW   |
| 10 | Corey Perry              | Canada           | RW   |
| 21 | Brayden Point            | Canada           | C    |
| 91 | Steven Stamkos (C)       | Canada           | C    |
| 24 | Zach Bogosian            | Verenigde Staten | D    |
| 81 | Erik Cernak              | Slowakije        | D    |
| 28 | Ian Cole                 | Verenigde Staten | D    |
| 7  | Haydn Fleury             | Canada           | D    |
| 77 | Victor Hedman            | Zweden           | D    |
| 48 | Nick Perbix              | Verenigde Staten | D    |
| 43 | Darren Raddysh           | Canada           | D    |
| 98 | Mikhail Sergachev        | Rusland          | D    |
| 1  | Brian Elliott            | Canada           | GK   |
| 88 | Andrei Vasilevskiy       | Rusland          | GK   |

### Bekende (ex-) spelers
- Martin St. Louis
- Vincent Lecavalier
- Brad Richards
- Nikolai Khabibulin
- Vaclav Prospal

### Teruggetrokken nummers
- 99 - Wayne Gretzky (verboden te dragen in de gehele NHL)